# 1498 en santé et médecine
| Années de la santé et de la médecine : 1495 - 1496 - 1497 - 1498 - 1499 - 1500 - 1501    |
| Décennies de la santé et de la médecine : 1460 - 1470 - 1480 - 1490 - 1500 - 1510 - 1520 |

Cet article présente les faits marquants de l'année 1498 en santé et médecine.

## Événements
- 7 avril : Quelques heures après s'être heurté du front contre le linteau d'une porte[1], le roi de France Charles VIII meurt « d'un hématome extra-dural, selon les données modernes de la traumatologie crânienne[2] ».
- Mai : Le roi Louis XII fonde à Montpellier quatre chaires de médecine, dont les premiers titulaires sont Jean Garcin († 1502), Honoré Piquet († 1513), Gilbert Griffy († 1539) et Robert Pierre († 1502[3],[4]).
- Fondation par l'évêque William Elphinstone de l'université d'Aberdeen en Écosse, dont la première chaire de médecine ne sera créée qu'en 1505[5].
- Francisco Jiménez de Cisneros, archevêque de Tolède et primat d'Espagne, ordonne le bannissement des guérisseurs musulmans, ce qui ne l'empêchera pas trois ans plus tard, en 1501, de recourir aux soins d'une de leurs éminentes représentantes, la Mora de Úbeda (la « Maure d'Úbeda »), sage-femme et chef religieux respectée[6].
- Première brosse à dents en Chine, selon une encyclopédie parue en 1609[7].

## Publications
- Première édition intégrale, imprimée à Lyon par Jean Trechsel et Jean Clein, du Commentaire sur le Canon d'Avicenne de Jacques Despars (1380-1458), rédigé entre 1432 et 1453[8].
- Sous le titre de Nuovo Receptario, le Collège des médecins de Florence fait paraître une pharmacopée qui « constitue un jalon fort important de l'histoire de la pharmacie[9] ».

## Naissance
- Jérôme Bock (mort en 1554), médecin et botaniste, « l'un des plus anciens pharmacologistes d'Allemagne », auteur du New Kreütter Büch publié à Strasbourg en 1539[10],[11].

## Décès
- 2 février : Laurent Bruninc (né à une date inconnue), chirurgien à la cour de Bourgogne, très certainement parent de Josse (fl. 1444-1461) et de Jean Bruninc (fl. 1461-1477), également chirurgiens[12].
- Nicolas Dati (né en 1457), philosophe et médecin de Sienne, en Toscane[13].